# Piacenza Sportiva 1950-1951
Questa voce raccoglie le informazioni riguardanti la Piacenza Sportiva nelle competizioni ufficiali della stagione 1950-1951.

## Stagione
La formazione del Piacenza perde alcuni elementi importanti come Dante Nesti e Walter Carasso, mentre i rinforzi di rilievo sono il portiere Remo Peroncelli, in arrivo dal Siracusa, e la mezzala Sergio Rampini, proveniente dal Parma e che ha avuto trascorsi nella massima serie. 
La compagine biancorossa è affidata ancora a Bruno Barbieri, nella duplice veste di allenatore e giocatore.
La squadra inizia bene il campionato, ma tra dicembre e gennaio subisce un crollo che induce i dirigenti a cambiare guida tecnica prima della fine del girone di andata.
Si punta sull'ungherese János Neu, che non riuscirà a trovare la giusta quadratura della formazione piacentina, la quale si barcamena a centro classifica sino al termine del torneo.
Ancora una volta il miglior marcatore stagionale degli emiliani è Angiolo Bonistalli con nove reti realizzate.

## Rosa
| N. |                   | Ruolo | Calciatore            |
| -- | ----------------- | ----- | --------------------- |
|    | Italia (bandiera) | A     | Alfredo Arrigoni      |
|    | Italia (bandiera) | D     | Bruno Barbieri        |
|    | Italia (bandiera) | C     | Francesco Bergamasco  |
|    | Italia (bandiera) | C     | Eugenio Bergonzi      |
|    | Italia (bandiera) | A     | Antonio Bertoia       |
|    | Italia (bandiera) | A     | Giovanni Bertolini    |
|    | Italia (bandiera) | C     | Orlando Bissi (I)     |
|    | Italia (bandiera) | A     | Angiolo Bonistalli    |
|    | Italia (bandiera) | C     | Attilio Caldini       |
|    | Italia (bandiera) | A     | Carlo Cella           |
|    | Italia (bandiera) | A     | Adriano Ceruti        |
|    | Italia (bandiera) | C     | Pompeo Cucchetti (II) |
|    | Italia (bandiera) | D     | Luigi Fiocchi         |

| N. |                      | Ruolo | Calciatore        |
| -- | -------------------- | ----- | ----------------- |
|    | Italia (bandiera)    | C     | Francesco Fiorani |
|    | Italia (bandiera)    | A     | Enrico Loranzi    |
|    | Italia (bandiera)    | C     | Edmondo Maione    |
|    | Argentina (bandiera) | C     | Osvaldo Peretti   |
|    | Italia (bandiera)    | P     | Remo Peroncelli   |
|    | Italia (bandiera)    | C     | Sergio Rampini    |
|    | Italia (bandiera)    | D     | Dante Ravani      |
|    | Italia (bandiera)    | A     | Angelo Rossetti   |
|    | Italia (bandiera)    | P     | Luigi Saletti     |
|    | Italia (bandiera)    | D     | Bruno Scazzoli    |
|    | Italia (bandiera)    | C     | Giovanni Zanier   |
|    | Italia (bandiera)    | C     | Achille Zeglioli  |
|    | Italia (bandiera)    | D     | Bruno Zucchelli   |

## Serie C girone B

### Girone di andata
| Arbitro: | Anichini (Firenze) |

|            |           |  |
| Ceruti 74’ | Marcatori |  |

| Arbitro: | Menchini (Udine) |

|                                          |           |                          |
| Grisa 3’ Cugini 8’ Remonti 61’ Gotti 66’ | Marcatori | 12’ Bonistalli 64’ Bissi |

| Arbitro: | Canavesio (Torino) |

|  |           |              |
|  | Marcatori | 67’ Bronzoni |

| Vigevano 15 ottobre 1950 4ª giornata | Vigevano           | 0 – 0 | Piacenza | Stadio Dante Merlo\| Arbitro: \| Stevano (Vercelli) \| |
| Arbitro:                             | Stevano (Vercelli) |       |          |                                                        |

| Arbitro: | Brigo (Torino) |

|                                                         |           |              |
| Rampini 37’ Payer 64’ (aut.) Loranzi 73’ Bonistalli 82’ | Marcatori | 85’ Bonacini |

| Rovereto 29 ottobre 1950 6ª giornata | Rovereto          | 0 – 0 | Piacenza | Stadio Quercia\| Arbitro: \| Bilotti (Ravenna) \| |
| Arbitro:                             | Bilotti (Ravenna) |       |          |                                                   |

| Arbitro: | Zappa (Ravenna) |

|                                  |           |  |
| Barbieri 39’ (rig.) Bergonzi 57’ | Marcatori |  |

| Arbitro: | Daretti (Vicenza) |

|             |           |             |
| Barbero 26’ | Marcatori | 47’ Loranzi |

| Arbitro: | Nottolini (Ferrara) |

|                                                |           |                            |
| Barbieri 3’ Rampini 56’ Loranzi 66’ Ceruti 87’ | Marcatori | 68’ Dal Miglio 78’ Teruzzi |

| Arbitro: | Griggi (Brescia) |

|  |           |            |
|  | Marcatori | 76’ Ceruti |

| Arbitro: | Massobrio (Casale Monferrato) |

|                        |           |            |
| Rampini 5’ Bertoia 66’ | Marcatori | 65’ Urbani |

| Arbitro: | Perego (Milano) |

|                      |           |          |
| Bissi 20’ Ceruti 76’ | Marcatori | 4’ Ferro |

| Arbitro: | Forza (Monfalcone) |

|                      |           |  |
| Loschi 40’, 43’, 81’ | Marcatori |  |

| Arbitro: | Griggi (Brescia) |

|             |           |          |
| Rampini 47’ | Marcatori | 59’ Abbà |

| Arbitro: | Morielli (Genova) |

|               |           |  |
| Simoncello 6’ | Marcatori |  |

| Piacenza 7 gennaio 1951 16ª giornata | Piacenza                | 0 – 0 | Mestrina | Barriera Genova\| Arbitro: \| Guerrieri (Alessandria) \| |
| Arbitro:                             | Guerrieri (Alessandria) |       |          |                                                          |

| Arbitro: | Pirali (Gallarate) |

|                                  |           |                     |
| Vismara 5’ Verderi 11’, 36’, 81’ | Marcatori | 24’, 55’ Bonistalli |

| Arbitro: | Baldo (Alessandria) |

|                                                             |           |                             |
| Bonistalli 4’, 6’, 72’ Bertoia 10’ Barbieri 51’ Zannier 88’ | Marcatori | 17’ Canali 62’, 69’ Verrina |

| Rimini 28 gennaio 1951 19ª giornata | Rimini             | 0 – 0 | Piacenza | Stadio Romeo Neri\| Arbitro: \| Fumagalli (Milano) \| |
| Arbitro:                            | Fumagalli (Milano) |       |          |                                                       |

### Girone di ritorno
| Arbitro: | Casati (Varese) |

|  |           |             |
|  | Marcatori | 47’ Loranzi |

| Arbitro: | Ferrari Aggradi (Firenze) |

|             |           |           |
| Bertoia 34’ | Marcatori | 9’ Cugini |

| Arbitro: | Carpani (Milano) |

|                         |           |                |
| Martini 12’ Berruti 66’ | Marcatori | 87’ Bonistalli |

| Arbitro: | Vilella (Trieste) |

|            |           |           |
| Ceruti 53’ | Marcatori | 43’ Golob |

| Arbitro: | Battistini (Bologna) |

|  |           |                        |
|  | Marcatori | 50’ Ceruti 71’ Rampini |

| Arbitro: | De Marchi (Pordenone) |

|                           |           |           |
| Rossetti 59’ Barbieri 67’ | Marcatori | 51’ Gobbi |

| Arbitro: | Perego (Milano) |

|              |           |                                        |
| Vecchiet 89’ | Marcatori | 41’ Ceruti 50’ Bonistalli 78’ Zeglioli |

| Arbitro: | Selva (Torino) |

|  |           |             |
|  | Marcatori | 88’ Pratesi |

| Sesto San Giovanni 1º aprile 1951 28ª giornata | Pro Sesto        | 0 – 0 | Piacenza | Stadio Breda\| Arbitro: \| Jonni (Macerata) \| |
| Arbitro:                                       | Jonni (Macerata) |       |          |                                                |

| Arbitro: | Gambarotta (Genova) |

|                           |           |                   |
| Barbieri 21’ Rossetti 39’ | Marcatori | 5’, 26’ Marchetti |

| Arbitro: | Molon (Verona) |

|                          |           |  |
| Ulcigrai 39’ Bernard 54’ | Marcatori |  |

| Gorizia 22 aprile 1951 31ª giornata | Pro Gorizia     | 0 – 0 | Piacenza | Stadio Baiamonti\| Arbitro: \| Casati (Varese) \| |
| Arbitro:                            | Casati (Varese) |       |          |                                                   |

| Arbitro: | Maurelli (Roma) |

|  |           |                                           |
|  | Marcatori | 44’ Loschi 58’ De Filippis 74’ Mussinelli |

| Arbitro: | Burini (Ravenna) |

|               |           |                      |
| Abbà 29’, 44’ | Marcatori | 2’ Maione 72’ Zanier |

| Arbitro: | Mosca (Napoli) |

|                        |           |                                            |
| Bertoia 1’ Loranzi 64’ | Marcatori | 14’ Svorenich 42’ Piatto 58’, 89’ Scudeler |

| Arbitro: | Griggi (Brescia) |

|                |           |  |
| Patergnani 78’ | Marcatori |  |

| Arbitro: | Ferrari Aggradi (Firenze) |

|  |           |                                 |
|  | Marcatori | 26’ (aut.) Zeglioli 83’ Verderi |

| Arbitro: | Andreoni (Milano) |

|            |           |  |
| Canali 60’ | Marcatori |  |

| Arbitro: | Rabitti (Genova) |

|  |           |                         |
|  | Marcatori | 50’ Borsari 65’ Fichera |